# Чемпионат Африки по хоккею на траве среди мужчин 1989
Чемпионат Африки по хоккею на траве среди мужчин 1989 — 3-й розыгрыш чемпионата по хоккею на траве среди мужских команд. Турнир прошёл (даты?) 1989 года в городе Блантайр (Малави). В турнире приняло участие 5 сборных.
Чемпионами во 2-й раз в своей истории стала сборная Египта. Второе место заняла сборная Кении. Бронзовым призёром стала сборная Малави.

## Результаты игр
данных о результатах игр не найдено

## Итоговая таблица
| Место | Сборная  |
| ----- | -------- |
| 1     | Египет   |
| 2     | Кения    |
| 3     | Малави   |
| 4     | Зимбабве |
| 5     | Замбия   |